# Casa reale
Il termine casa reale si riferisce alla designazione ufficiale e al nome di una famiglia reale. La maggior parte delle famiglie reali non ha un cognome: quelle che ne hanno adottato uno lo utilizzano raramente. Vengono riferiti dal loro titolo, spesso legato ad un'area su cui regnano o hanno regnato. Il nome della  casa reale non è un cognome, solo un modo di identificare gli individui.

## Case reali regnanti
- Arabia Saudita: dinastia saudita
- Bahrein: Al Khalifa
- Belgio: Sassonia-Coburgo-Gotha
- Bhutan: Wangchuck
- Danimarca: Schleswig-Holstein-Sonderburg-Glücksburg (linea del Casato degli Oldenburg)
- Giappone: casa imperiale del Giappone
- Giordania: hashemiti
- Lesotho: Seeiso
- Liechtenstein: Von Liechtenstein
- Lussemburgo: casa di Nassau-Weilburg e Borbone di Parma
- Monaco: Grimaldi
- Marocco: Alawidi
- Paesi Bassi: Orange-Nassau
- Norvegia: casa di Schleswig-Holstein-Sonderburg-Glücksburg
- Qatar: casa di Al Thani
- Oman: casa di Al Bu Sa'id
- Regno Unito: Windsor (fino al 1917 Sassonia-Coburgo-Gotha)
- Spagna: Real casa di Borbone di Spagna
- eSwatini: Dlamini
- Svezia: Bernadotte
- Thailandia: Chakri
- Tonga: Tupou

Tra le Case Regnanti si intendono anche coloro che continuano ad esercitare lo ius maiestatis e lo ius honorum, senza avere subito la debellatio, per cui trattasi di Principi Reali dotati di personalità giuridica internazionali quale Entità sovrane pur prive di territorio.

## Case Reali deposte o estinte
La maggior parte di questi stati sono oggi repubbliche o parti di esse. Le Case Reali tedesche spesso hanno dato il loro nome al Land che governarono.

### Europa
- Protettorato italiano dell'Albania: Zogu (reale, deposta), Savoia (imperiale e reale, deposta)

- Granducato d'Assia: famiglia(granducale, deposta)

- Langraviato d'Assia-Kassel: famiglia (langravi, deposta)

- Impero austriaco: Asburgo poi Asburgo-Lorena (imperiale, deposta)

- Regno di Baviera: Wittelsbach (ducale, poi reale, deposta)

- Regno di Boemia: Přemyslidi  (principesca, poi reale, estinta), Lussemburgo (reale, estinta), Jagellone (reale, estinta), Asburgo poi Asburgo-Lorena (reale, deposta)

- Regno di Bulgaria: Wettin (reale, deposta)

- Regno di Croazia : Savoia-Aosta (reale, deposta)

- Granducato di Finlandia: Romanov (granducale, deposta), Assia-Kassel (reale, deposta)

- impero francese: Capetingi (reale, estinta), Valois (reale, estinta), Borbone (reale, deposta), Bonaparte (imperiale, deposta)

- Impero tedesco: Hohenzollern (imperiale, deposta)

- Regno di Grecia: Wittelsbach (reale, deposta), Schleswig-Holstein-Sonderburg-Glücksburg (Grecia) (reale, deposta)

- Regno di Jugoslavia: Karađorđević (reale, deposta)

- Lituania: Jagellone (granducale, estinta) poi monarchia elettiva

- Ungheria: Arpadi (reale, estinta); Angiò (reale, deposta); Asburgo poi Asburgo-Lorena (reale, deposta)

- Regno d'Italia: Bonaparte (imperiale, deposta), Borbone di Napoli (reale, deposta),  Savoia (imperiale e reale, deposta), Angelo di Macedonia e Tessaglia (imperiale di Costantinopoli e reale, deposta)

- Regno di Polonia: Jagellone (reale, estinta), poi monarchia elettiva, quindi Romanov (reale, deposta)

- Regno del Portogallo: Borgogna (reale, deposta), Aviz (reale, deposta), Braganza (reale, deposta), Braganza-Sassonia-Coburgo-Gotha (reale, deposta)

- Regno di Prussia: Hohenzollern (reale, deposta)

- Regno di Romania: Hohenzollern-Sigmaringen (reale, deposta)

- Impero russo: Rurichidi (imperiale, estinta), Romanov (imperiale, deposta)

- Regno di Serbia: Obrenović (reale, estinta), Karađorđević (reale, deposta)

### extra Europa
- Afghanistan:  Durrani (reale, estinta), Barakzai (reale, deposta)

- Impero del Brasile: Orléans-Braganza (imperiale, deposta)

- Cina: Tang (imperiale, deposta), Song (imperiale, deposta), Yuan (imperiale, deposta), Ming (imperiale, deposta), Qing (imperiale, deposta)
- Impero coreano: Yi (reale, poi imperiale, deposta)

- Regno d'Egitto: Muhammad Ali (reale, deposta)

- Impero d'Etiopia: Salomonide (reale, poi imperiale, deposta)

- Persia: Safavidi (imperiale, estinta), Afsharidi (imperiale, estinta), Qajar (imperiale, deposta), Pahlavi (imperiale, deposta)

- Regno dell'Iraq: hashemiti (reale, deposta)

- Laos: Casa reale del Laos (reale, deposta)
- Libia: Senussi (reale, deposta)

- Messico: Asburgo-Lorena (imperiale, deposta)
- Montenegro: Petrović-Njegoš (reale, deposta) poi Karađorđević (reale, deposta)
- Regno del Nepal: Shah (reale, deposta)

- Sikkim: Namgyal (reale, deposta)
- Tunisia: Husaynidi (reale, deposta)
- Turchia: Dinastia ottomana (sultanato, deposta)

- Vietnam: Nguyễn (imperiale, deposta)
- Yemen: Rassidi (reale, deposta)
- Zanzibar: Al Bu Sa'id (sultanato, deposta)